# Landschaftsschutzgebiet Bentorfer Bach
Das Landschaftsschutzgebiet Bentorfer Bach mit 48 ha Flächengröße liegt im Gemeindegebiet von Kalletal. Es wurde 1995 mit dem Landschaftsplan Nr. 4 Kalletal durch den Kreistag des Kreises Lippe erstmals als Landschaftsschutzgebiet (LSG) ausgewiesen. 2004 erfolgte die erneute Ausweisung durch den Kreistag mit dem geänderten Landschaftsplan.

## Beschreibung
Das LSG liegt südlich von Bentorf. Das LSG umfasst die Bachläufe des Bentorfer Baches von der Quelle bis zur Mündung in die Westerkalle und des Krebsbaches von Wentorf bis zur Mündung in den Bentorfer Bach. Die Bäche weisen Steilufer, Sand- und Kiesbänke, Ufergehölze, Bach-Erlen-Eschensäume, Kleingewässer mit Flachwasserzonen, Röhricht und Uferstauden auf. Der Bentorfer Bach ist vor allem im unteren Abschnitt bei Heidegrund schnellfließend und stark mäandrierend. Im LSG steht zudem bei Wentorf ein naturnaher Buchenwald bzw. Buchen-Eichenmischwald. In der Aue befinden sich auch Mähweiden und Mähwiesen.

## Schutzzwecke für das LSG
Laut Landschaftsplan erfolgte die Ausweisung des LSG
- „zur Erhaltung und Wiederherstellung der Leistungsfähigkeit des Naturhaushaltes in ökologisch besonders wertvoll strukturierten Bereichen mit Wasser-, Klima- und Biotopschutzfunktionen,“
- „zur Erhaltung und Wiederherstellung von Quellbereichen und naturnahen Fließgewässern, Grünland und naturnahen Waldbereichen unterschiedlicher Feuchtestufen, Feldgehölzen, Hecken und Obstwiesen,“
- „zur Erhaltung morphologisch ausgeprägter Bereiche zur Sicherung der landschaftlichen Eigenart und Vielfalt für die Erholung,“
- „zur Erhaltung wertvoller Biotopkomplexe aus Wald-Gründlandbereichen, Fließgewässern und Quellen mit wichtigen Trittstein- und Vernetzungsfunktionen,“
- „zur Erhaltung und Wiederherstellung wichtiger Rückzugsräume für die bedrohte Tier- und Pflanzenwelt,“
- „zur Sicherung der das Orts- und Landschaftsbild gliedernden und belebenden und die dörflichen Siedlungsstrukturen prägenden Freiraumelemente.“[1]

## Rechtliche Vorschriften
Im Landschaftsschutzgebiet ist unter anderem das Errichten von Bauten und das Anlegen von Fischteichen verboten.